# Çiğdem Soyarslan
Çiğdem Soyarslan (geboren am 27. März 1983 in Ankara) ist eine türkische Opernsängerin (Sopran).

## Leben
Sie absolvierte das Berufsfachgymnasium für schöne Künste „Avni Akyol Anadolu Güzel Sanatlar Lisesi“ in Istanbul.
Nach ihrem Gesangsstudium im Fach Oper an der Mimar Sinan Üniversitesi bei Nursel Öncül studierte Çiğdem Soyarslan an der Wiener Universität für Musik und Darstellende Kunst Gesang bei Claudia Visca, Oper bei Uwe Theimer und Lied bei Robert Holl. Weiters besuchte sie Meisterklassen bei Sebastian Vittucci, John Norris, Gustav Kuhn, Grace Bumbry, Francisco Araiza und Sherman Lowe.
Nach ihrem Debüt als Königin der Nacht in der Zauberflöte an der Staatsoper Istanbul folgten Konstanze und Blondchen in der Entführung aus dem Serail am Wiener Schauspielhaus im Mozartjahr 2006. Mit dieser Produktion und in beiden Rollen gastierte sie auch am Grand théâtre de la ville de Luxembourg und am Toneelhuis in Antwerpen. Es folgten Fiordiligi in Così fan tutte und Miss Jessel in The Turn of the Screw, sowie die Figaro-Gräfin am Schlosstheater Schönbrunn, schließlich die Vespina in Haydns L’infedeltà delusa bei den Festspielen in Jennersdorf und erneut die Königin der Nacht unter der musikalischen Leitung von Gustav Kuhn bei den Tiroler Festspielen in Erl. 2010 wirkte sie als Zulma an der Uraufführung von Cherubinis lange verschollener komischer Oper Koukourgi am Stadttheater Klagenfurt in der Regie von Josef Köpplinger mit.
In der Spielzeit 2011–12 debütierte Çiğdem Soyarslan an der Oper Frankfurt als Konstanze, sang die Donna Anna in der Opernwerkstatt Wien, die Gilda an der Volksoper Wien, die Rosalinde an der Opéra national de Lorraine in Nancy und das Sopran-Solo in Carmina Burana bei den Tirolern Festspielen Erl. In der folgenden Saison trat Çiğdem Soyarslan als Baronin im Pariser Leben am Landestheater Linz auf und wurde als Mitglied des Jungen Ensembles des Theaters an der Wien verpflichtet. Dort sang sie sowohl im historischen Haupthaus, als auch in der Dependance Wiener Kammeroper zentrale Rollen: Mimì und Vitellia, Angelica in Händels Orlando, Bubikopf in Ullmanns Kaiser von Atlantis und Jemina in Schuberts Lazarus. Die unkonventionelle La-Bohème-Inszenierung der Wiener Kammeroper wurde 2013 nach Amsterdam eingeladen und in der Titelrolle der Semiramide feierte Çiğdem Soyarslan einen großen persönlichen Erfolg.
Zu ihrem Konzertrepertoire zählen die Kantate im alten Stil (op. 19, entstanden 1941) des türkischen Komponisten Ahmed Adnan Saygun sowie die Sopran-Soli in Beethovens Neunter und Mahlers Vierter Sinfonie.

## Auszeichnungen
- Ljubomir Pipkow Wettbewerb, Sofia
- İş Sanat Kültür Merkezi Wettbewerb, Istanbul
- Siemens Opernwettbewerb, Istanbul
- Lied-Duo, Sofia
- 28. Internationaler Hans-Gabor-Belvedere-Gesangswettbewerb 2009, Wien
- 24. Nico Dostal–Operettenwettbewerb 2009, Wien

## Nachweise
1. ↑  Eine mutige Ansage im Kampf gegen jede Opernfadesse (Memento des Originals vom 30. Oktober 2014 im Internet Archive)  Info: Der Archivlink wurde automatisch eingesetzt und noch nicht geprüft. Bitte prüfe Original- und Archivlink gemäß Anleitung und entferne dann diesen Hinweis., Kurier (Wien), 25. September 2013.

| Personendaten    | Personendaten                    |
| ---------------- | -------------------------------- |
| NAME             | Soyarslan, Çiğdem                |
| KURZBESCHREIBUNG | türkische Opernsängerin (Sopran) |
| GEBURTSDATUM     | 27. März 1983                    |
| GEBURTSORT       | Ankara                           |